# セキュア通信
2つの主体が互いと通信する時に、第三者にその通信が聞かれることを望まなければ、その主体は他の誰もその通信内容が理解できない。これは安全な手段による通信、いわゆるセキュア通信（セキュアつうしん）として知られる。例えば、「https」で始まるURLにアクセスすると、暗号化通信になり、セキュア通信の一つと言える。
セキュア通信の主要要素はとして求められる性質は、
- 機密性(Confidentiality)
- 認証(Authentication)
- メッセージ完全性(Message integrity)
- 否認不可能性(Nonrepudiation)
- 可用性(Availability)
- アクセス制御(Access control)

である。このうち、「可用性」と「アクセス制御」が加わったのは最近のことである。
日常的な電話や電子メールなどでの通信では盗聴の可能性を意識することがなくても、金融・商業(デジタル著作権)・外交・軍事などの分野での通信においては盗聴や改竄への対策が必要であろう。盗聴の可能性は、法律・資源・技術的な問題（傍受と暗号化）やコミュニケーション量などの現実的な制限により、限定的であるとしても、安全性は保証されていないことには変りは無い。

## 歴史

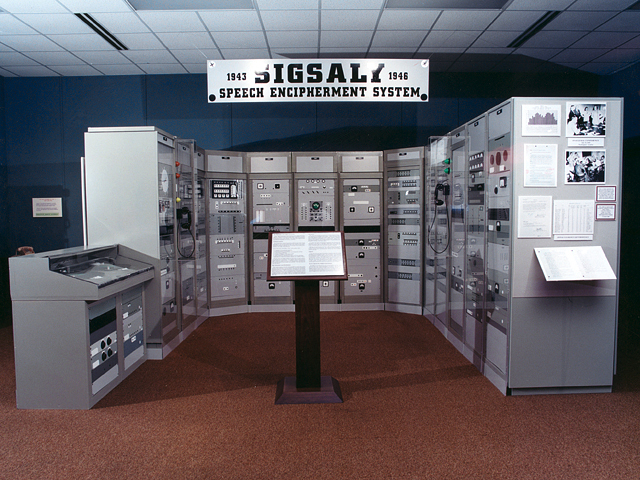
SIGSALY（グリーン・ホーネット）の展示 - 国立暗号博物館（National Cryptologic Museum）

1898年、ニコラ・テスラは発信者と受信者の間のセキュア通信を可能とする無線操縦のボートの実演をマディソン・スクエア・ガーデンで行った。
セキュア通信の有名な形の一つには”グリーン・ホーネット（SIGSALY）”がある。第二次世界大戦の間、英国のウィンストン・チャーチル首相はアメリカ合衆国のフランクリン・ルーズベルト大統領に、重大な電話をかける必要があった。この電話では、輸送や部隊の展開のようなものについて話された。最初、この会話は安全と考えられていた無線電話を利用していた。あいにくナチスはオランダに盗聴基地を持ち、彼等は全てを聞くことができた。それが分かると直ちに無線電話の使用は停止され、 グリーン・ホーネットと言われる全く新しいシステムの利用が開始された。それは会話内容にホワイトノイズのコピーが行われて働き、通信相手の側では同一のコピーが除かれた。これは傍受している誰でもただのホワイトノイズを聞くことを意味し、しかし、二つの同一コピーが首相と大統領にあることで彼らには会話ははっきりしたものであった。最高機密だったため、グリーン・ホーネットの場所はそれを造った人間とウィンストン・チャーチルにのみに知られていた。そのため誰かがチャーチルがそれがある部屋に入るところを見ても首相が”掃除道具”の札がかかった物置に入るように見えるだけであった。今日でもグリーン・ホーネットの仕組みからそれが破られることはないと言われる。

## セキュア通信の種類と限界

### セキュリティのタイプ
セキュリティは概して以下に例とともに列挙する項目の下で分類される：
- 内容または通信の種類の隠蔽
  - コード
  - 暗号化
  - ステガノグラフィー
  - アイデンティティ・ベイスド[要出典]
- 通信実行者の隠蔽(識別の防止または匿名)
  - 「群衆」及び類似する匿名のグループ構造。すなわち、「群衆」の中では誰が何を言ったかを特定することが難しい。
  - 匿名の通信デバイス(未登録の携帯電話、インターネットカフェ)
  - 匿名のプロキシ（中継サーバ）
  - 通信経路の追跡が困難な手段(未許可の第三者システムまたは中継器を通して)
- 通信が実行されたことの隠蔽
  - 『曖昧さによるセキュリティ』（『干し草の山の中の針』を探すことと同様の無駄骨）
  - ランダムな通信量（実際の通信を見つかり難くし、通信量の解析の信頼性を削ぐためのランダムなデータの流れの作成）

この3つはそれぞれ重要であり、状況によってはどれかが決め手と成り得る。例えば通信がすぐに識別できないと通信の当事者を識別することは意識されそうもないことであり、また法廷に訴える場合、単に通信が行われたという事実はしばしばその内容に関わらず、それのみで証拠を関連付けることに十分である。コンピュータについてもセキュリティが適用されている場所と何を守っているのかを確認することが重要である。

## 境界線／周辺分野と重複する領域
セキュア通信に関係する今ひとつのカテゴリは終端部におけるセキュリティの開放に乗じるソフトウェアである。このソフトウェアのカテゴリは、トロイの木馬、キーロガー及び他のスパイウェアを含む。
これらの活動に対しては通常、日常的に主流のセキュリティ手段で対応される。その手段にはアンチウイルスソフトウェア、ファイアウォール、それにある種のプログラムでアドウェアとスパイウェアを識別するかもしくは無力化するものに加え、全てのウェブのページを読みながらチェックし、含まれている一般的には余計な部分を識別し、削除するProxomitronやPrivoxyのようなウェブに対するフィルタリングソフトといったものがある。概してそれらはセキュア通信よりはコンピュータセキュリティの分類になる。

## セキュリティを得るために利用される道具

### 暗号化
暗号化によりデータは未許可の人間には読むことが難しくなる。暗号化は破られることを極端に難しくできるため、多くの通信では可能な程度より故意に弱い暗号化を利用するか、もしくはバックドアを入れて迅速な解読を容認する。場合によっては、政府当局により秘密裏にバックドアの設定が求められる。多くの暗号化手段は「中間者」による攻撃にもさらされる。セキュア通信を行うところを見ることができる第三者は暗号化の手法に通じてしまう。これは例えばインターネットサービスプロバイダにおけるコンピュータの利用監視について言えることである。正常にプログラムされ、十分に強力で、鍵が盗まれていないとすれば通常暗号化は安全と考えられる。
暗号化は、その使用を必要とするように、つまり暗号化された通信が不可能ならば発信が行われないように実装することも、もしくは程度を下げて行われるように実装すること（日和見暗号化）も可能である。 「日和見暗号化」は、暗号化を必須にするよりは安全性が低いものの、通信で暗号化される部分の量の比率を一般的に増加させる手段である。これは、誰と会話を始めるときでも毎回「あなたは、ナバホ語を話しますか？」と聞くことに類似している。答えが肯定的なら会話はナバホ語で進むが、さもなくば両人の共通語で会話が続けられる。この手段は一般に認証や匿名性を提供しないが、会話の内容を盗聴から保護する。

### ステガノグラフィー
ステガノグラフィー（隠し書き）は、データを別の全く無害なデータに隠すことができる手段である。絵のデータに埋め込まれた所有を証明する透かしのように、そのような方法ではどのようにそれを見つけるか知らない限り見つけたり除いたりすることは困難である。それは通信では例えば電話番号のような重要なデータを明らかに全く無害なMP3音楽ファイルに隠すことである。ステガノグラフィーの一つの長所は一見妥当性のある法的否認権である、つまりデータがそこにあることの証明は通常簡単ではないがそれができない限り、ファイルが何か含むことを否認できる。

### アイデンティティ・ベースド・ネットワーク
ウェブ上では本質的に匿名性を持つため、求められない、もしくは悪意のある振る舞いができる。実際のアイデンティティ・ベースド・ネットワークは匿名性に替えて送り手と受取り手の確認がなされるため本質的により信頼できる。（電話網はアイデンティティ・ベースド・ネットワークの例である。）

### 匿名ネットワーク
近年では、匿名ネットワークはセキュア通信に利用されてきた。同一のシステムを利用する多くの利用者は原則として匿名ネットワークを通した通信を行うことが可能であり、その手段はいずれの通信文全体も、その送り手、その最初の発信元と最後の送信先の場所をも見破ることが全く難しいものである。例は、Crowds、Tor、I2P、Mixminion、各種のanonymous P2P、などである。

### 匿名の通信器
理論的には十分多くの他の機器が使用されることから身元不明の装置は気づかれない。これは必ずしも現実ではない。それはネットワーク全体にわたって通信を監視するCarnivoreやエシュロンのようなシステムが存在すること、及び前述のごとく終端部が監視される可能性からである。例には公衆電話、インターネットカフェなどがある。

## セキュリティを”破る”ための手段

### 盗聴
通信機もしくは関係する建屋に監視用と転送用の機器のどちらかでも密かに設置することである。

### コンピュータ（一般）
コンピュータから得られるどんなセキュリティもそれを危うくすることができる多くの手段があることから限定的である。クラッキング（ハッキング）、キーロガー、バックドア、もしくは極端な場合はキーボードまたはモニターから出る微小な電気的信号(漏洩電磁波)を監視する手段により何がキー入力されたか、もしくは何が見えたかが再現される。（対策であるTEMPESTは実に複雑である。）

### 窓のレーザー読取
ある場合には個人の口頭での会話はレーザーの利用によって盗聴されている。これには通常、高感度レーザーが窓に向けられ、音声による僅かなガラスの振動を捕らえ、会話を再生することを含む。

## ある程度のセキュア通信を提供するシステム

### 匿名の携帯電話
携帯電話は簡単に手に入れることができるが、同時に簡単に追跡され、「盗聴される」。暗号化がなく（もしくは限定的でしかなく）、電話は追跡可能であり、それはしばしばスイッチを切っている時でさえ、 電話とSIMカードがIMSI（国際移動電話加入者識別番号、International Mobile Subscriber Identity）と呼ばれる固有の番号を発信するからである。携帯電話の会社が利用者に気付かれずにいくつかの携帯電話のスイッチを入れ、そのマイクを利用して聞き耳をたてることができる、監視対策（:en:counter-surveillance）の専門家ジェームズアトキンソンも同じ部分を引用しているが「セキュリティを意識する会社役員は、日課として彼らの携帯電話からバッテリーを取り外す」のは、多くの電話ソフトウェアがそのままか修正することで利用者に気付かれずに送信させることが可能であり、利用者の居場所は信号による三角測量や今新しい機種で利用される内蔵のGPS機能によって小さな範囲に限定される。パブロ・エスコバルは彼の携帯電話の信号によって居場所を特定されて暗殺された。

### 陸上通信線
陸上通信線は盗聴するには権限が求められるが他にセキュリティ手段はない。コードレス電話は、信号を読み取られ、解読されて盗聴されてしまう可能性を持っている。

### 匿名のインターネット
公衆電話、インターネットカフェなど、どの種類の第三者システムの利用でも大抵は全く安全であるが、そのシステムが知られている電子メールのアカウントもしくは第三者につながるように使用されると向こう側で盗聴されたり、気付かれたりする可能性があり、このことから持ち得た安全に関するすべての利点が失われる。国によってはインターネットカフェ利用者の登録義務がある。
匿名のプロキシはもう一つの一般的な保護のタイプであり、多くの場合は異なる国の第三者を通して利用者のネット接続を可能にして追跡され難くする。これには平文が盗聴できない、もしくはプロキシが利用者または通信内容全体の記録を残さないとする何らかの保証があることはまれであることには注意が必要である。そのため、匿名のプロキシは一般に役に立つ道具であるが、より良いセキュリティが保証できる他のシステムほど安全ではない可能性がある。その最も一般的な利用は発信元のIPアドレスの記録を利用するウェブサイトに残さないためである。典型的な匿名のプロキシはAnonymizer.comやspynot.comのような標準のウェブサイトで見つけられる。そこでは通常のプロキシに加えて一時的に稼動している莫大な数のプロキシのリストの更新を行っている。
無線インターネット接続（「Wi-Fi」）はその安全性がない状態のままであったため、このテーマに関しての最近の進歩がある。その効果は基本装置の範囲にいるだれでもが接続に相乗り（piggyback）できること、つまり所有者に気付かれることなく利用できることである。この方式では必ず多くの接続が開放されたままとなるため、相乗りは意図的または無意識に起こりうる状態であり、場合によっては接続の所有者がダウンロードしたこと、あるいは知らない他人が接続しようとすることを知っていたことを証明することを困難にすることから、十分な防御になる。この例はタミー・マーソン事件であり、隣人とだれでも著作権のあるファイルを共有することの罪があったかもしれなかった。反対に、別の場合には安全性がない接続で故意に企業と家庭が探されることがあるが、それは違法に、匿名性を有してのインターネット使用のためか、あるいは単に自由な帯域を得るためである。

### より安全な通信を提供するプログラム
- Skype - インターネットを通しての安全な声であり、安全な会話である。128ビットAES（256ビットが、標準である）と1024ビットの非対称プロトコルを最初の鍵の交換に使用するが、これはアメリカ国立標準技術研究所によれば比較的弱いと考えられている[注 2]。独自の製品である。2004年の記事はSkypeが比較的弱い暗号化の仕組みを持つと示唆したが、 以後の分析の促進による結果と2005年のDEF CON（英語版）で公開されたリバースエンジニアリングの両方とも Skypeは効果的に暗号化を使用しているとの結論を出した。批判はその独自のブラックボックス技法、比較的短い（1536ビット）鍵、利用者側のスーパーノード（Skypeが利用している技術）による過度の帯域幅使用、及び他のコンピュータが「Skypeを話す」ことができるという過度の信頼に集中している。バックドアに関する情報としては、2013年にエドワード・スノーデンが、アメリカ国家安全保障局(NSA)のPRISMに協力していると指摘している。NSAに対しては、暗号化前の平文に接続出来るように便宜を図っているという[7]（en:Skype securityも参照）。
- Zfone（en） はPGPの生みの親であるフィル・ジマーマンによるインターネットでの「安全な声」を実現するオープンソースのプログラムである。2006年4月現在、公開前のベータテスト中である。
- pbxnsipは、声の通信情報を暗号化するためにTLSとSRTP（en）を使うSIPに基づくPBXである。他の独自商品のプロトコルとは対照的に、独立ベンダーからの装置が使われることができるように、プロトコルは公開されている。暗号化は、管理インターフェースとともにインスタントメッセージとプレゼンス情報の中継を含んでいる。
- 安全なIRCとウェブチャット -  ある種のIRCクライアントとシステムは、SSL/TLSのようなセキュリティを使う。これは標準化されてはいない。同様に、ヤフーメッセンジャのようないくつかのウェブチャットクライアントは、彼らのウェブベースのプログラムでセキュア通信を利用している。繰り返すがこれらの安全性は検証されておらず、その通信はクライアントへの出入りの他は保証されていないようである。
- トリリアン - 安全なIM機能を提供するが、容易に「中間者」による攻撃を可能にする鍵交換に弱点があるようである。独自の製品であり、バックドアに関する情報はない。
- “Off-the-Record Messaging（en）” はPerfect forward secrecy (PFS)とともにエンド・トゥ・エンドで利用される暗号化と認証をインスタントメッセージに加えるプラグインである。それは別個のプロトコルではなく、大部分のそれぞれのIMプロトコルの下で機能する。
- WASTE（en） - #匿名のインターネットにおいて、かなり強力なエンド・トゥ・エンドの暗号化を行うオープンソースの安全なインスタントメッセージである。
- 安全な電子メール - 「Hushmail」のようないくつかの電子メールのネットワークは、暗号化と匿名の通信のどちらかもしくは両方を提供するようになっている。その中では、平文の伝送を防ぎ、送り手と受取り手を隠すために、利用者自身のコンピュータの認証と暗号化が行われる。Mixminion（英語版）は、前述のTorとCrowds（英語版）の働きと同様に、匿名化する媒介のネットワークを利用することで高いレベルの匿名性を提供する。
- CryptoHeaven - 安全な電子メール、安全なインスタントメッセージング、安全なファイル記憶と共有。AES標準によるエンド・トゥ・エンドの暗号化を提供する。クライアントソースコードはJava言語であり、一般公開されている。

### 一般的な背景
- コンピュータセキュリティ
- 日和見暗号化
- 監視社会
- セキュア・メッセージング（en）

### ソフトウェア選定と比較
- VoIPソフトウェアの比較（en）
- インスタント・メッセージング・クライアントの比較（en）
- 匿名のP2P（en）

### その他
- Freenet
- Hepting vs. AT&T（en）(電子フロンティア財団によって起された2006年の訴訟で、AT&TはNSAにそのクライアントのインターネットとVoIP通信の全部を盗聴する許可を出したと訴えられた。)★
- en:NSA warrantless surveillance controversy
- en:Kish cypher